# Nexus 7 (2012)
Nexus 7（ネクサス セブン）は、ASUSが製造しGoogleが2012年から販売したAndroidタブレットであり、Google Nexusブランドを冠するタブレットとしては最初のものであった。アメリカなどでは2012年7月13日に、日本では2012年9月25日に発売された。

## 概要
Googleのエリック・シュミットは2011年12月のインタビューで、Appleとの競争が激化していることにより、半年以内にタブレットを発表すると述べた。この時点でシュミットは具体的なことを言わなかったが、新たなNexusデバイスと推測された。2012年5月、タブレットに関する情報とベンチマークがリークされ始めた。「Nexus 7」という商品名でASUSによる製造、7インチディスプレイ、Tegra 3 クアッドコアやAndroid 4.1搭載と具体的な仕様が明らかになった。
Googleは同年6月27日にサンフランシスコで開催された「Google I/O」でNexus 7を正式に発表した。Google Playで電子書籍、音楽、テレビ番組、映画といったコンテンツを購入できることを売りとする。翌日のGoogle I/OではJelly Bean（Android 4.1のコードネーム）がプリインストールされたGalaxy NexusやNexus Q、Chromeboxが発表された。
アメリカでは2012年7月13日に発売。日本では2012年9月25日に発売された（店頭販売は10月2日から）。Google Playや店頭では16GBストレージモデルのみが販売され、8GBストレージモデルはプロバイダ各社から販売された。
2012年10月29日に32GBストレージモデルが発売された。加えて、32GBストレージ（3G対応）モデルも発売された（一部地域、日本では2013年2月9日）。
競合する7インチクラスのタブレットにはNook Tablet、Kindle Fire HD（発売当初はKindle Fire）、BlackBerry PlayBook、iPad miniなどがある。

## 特徴

### ソフトウェア
OSとして、発売時点でAndroidの最新バージョンであったAndroid 4.1 Jelly Beanが世界一早く搭載された。のみならず、発売後も最新バージョンのAndroidをそのままの形で、他社製品に先駆けてインストールすることが可能な仕様となっていることもNexus 7の特徴であり:pp6-7、逐次的なアップデートによってOSのバージョンアップを重ねている。2015年5月時点での最新バージョンはAndroid 5.1.1。
なお、Android 6.0 以降のAndroidは配布されない。(Android 5.1.1が事実上最終バージョンである。) 
Android 4.1からは、7インチタブレット向けのUIが追加された。従来のタブレット用のホーム画面は横向きで、右下に通知領域があったのに対し、Android 4.1では、スマートフォンのようにホーム画面は縦向きで、通知領域は上から引き出す。また2012年10月に実施されたAndroid 4.1.2へのバージョンアップ以降ではホーム画面の回転に対応するようになり、本体の向きに応じて縦横を切り替えることができるようになった。
プリインストールされているアプリケーションは基本的にGoogle製品のみで揃えられており、出荷状態ではカスタマイズの余地が多いシンプルな構成となっている:p7。
Android 4.1には従来の標準ブラウザがあるが、Nexus 7ではインストールされておらず、代わりにGoogle Chrome for Androidが標準ブラウザとしてプリインストールされている。
標準の日本語入力システムにはiWnnが採用されている。

### ハードウェア
Nexus 7はAsus MeMO ME370Tがベースだが、4か月間の設計工程の間に多数の変更がなされた。使用ハードウェアは以下のとおり。
- 7インチ、LEDバックライト、1280x800@60Hz、18ビットパネル、コーニングの傷がつきにくいガラスを使用したIPSディスプレイ (Hydis HV070WX2)
- クアッドコア（さらにコンパニオンコアが1つ。クロックは最高1.3GHzだが、クアッド動作時は1.2 GHz[15]）、12コアのグラフィックチップ(T30L - 4 x Cortex A9 SoC)搭載のNVIDIA Tegra 3プロセッサ
- 1GB DDR3-1333 (32bitx1) DRAM (Hynix HTC2G83CFR)
- NFC (NXP 65N04)
- Bluetooth 4.0+HS (Broadcom BCM4330とAzureWave AW-NH665) (実際に使用可能なのは3.0+EDRまで)
- Wi-Fi IEEE 802.11 b/g/n[16]
- ジャイロスコープと加速度センサ(Invensense MPU-6050)、磁気センサ
- GPS (Broadcom BCM4751)
- 1.2 MP前面カメラ (Aptina MI 1040)　（背面カメラは装備しない）
- 4325 mAh、16 Wh 充電式のリチウムポリマバッテリー。取り外し不可

他のGoogle NexusプログラムデバイスのようにNexus 7もアクセサリーのためのポゴピンインタフェースがある。ASUSから別売りで発売されている専用ホルダー（クレードル）は、これらのポゴピンを経由して充電とオーディオ出力を行うことができ、またNexus 7本体もホルダーとの接続を検出して、時計や画像のスライドショーなどのスクリーンセーバーを表示させることができる。
Bluetoothはハードウェアとしては4.0+HSに対応しているものの、Android 4.3に更新した状態でも3.0+EDRまでしか使用することができない。
低価格かつWi-Fi接続のみのタブレット端末でGPSを搭載しているものは、発売時点では珍しく、Nexus 7の特徴のひとつとなっている:p8。これにより、プリインストールされている「Google マップ」「Google Earth」で現在位置の表示が可能となっている。
SDメモリーカードスロットは無いため、「Google ドライブ」などのオンラインストレージを活用する、USB端子を経由してOTG接続と対応アプリを使用する、無線LANを経由してNASと対応アプリを使用する、などといった方法を用いる必要がある。
また、マグネットスリープ機能が搭載されており、本体左下にマグネットを近づけることでスリープ状態になり、離すと復帰する。この機能を利用するサードパーティー製の蓋付きカバーなども発売されているが、ASUS純正のカバーではこの機能は用いられていない。

## モデルと価格
Nexus 7のモデルは以下の価格で販売されている。
8GBストレージモデル米国　199ドル、英国　159ポンド、日本ではプロバイダ各社が設定する価格で発売。2012年10月29日に販売終了。
16GBストレージモデル米国　249ドル（2012年7月）→199ドル（2012年10月）、英国　199ポンド（2012年7月）→169.99ポンド（2012年10月）、日本　19,800円（2012年9月）で発売。
32GBストレージモデル米国　249ドル（2012年10月）、英国　199ポンド（2012年10月）、日本　24,800円（2012年10月）で発売。
32GBストレージ（3G対応）モデル米国　299ドル（2012年11月）、日本　29800円（2013年2月）で発売。SIMロックフリー（microSIM）である。日本では、Google Playからではなく、ASUSから家電量販店等でのみ販売されている。
2012年7月当時、8GBストレージモデルのNexus 7の価格は競合するKindle Fireと同じであった（ただし、2012年9月にKindle Fireは$159に改訂し、かつ、スペックをあげた）。NVIDIAのマイク・レイフィールドはNexus 7が出るまで、同様の価格でその手の「実に素晴らしい」デバイスを生産したことは無いと感じたと述べた。
IHSのiSuppliによる調査では2012年7月時点でのNexus 7の製造コストは159.25ドルでKindle Fireの製造コストより$19高い。Kindle Fireの製造コストの低さは、低解像度の画面やNexus 7のTegra3 クアッドコアとは異なりデュアルコアプロセッサを搭載することや、カメラやNFC機能が無いことによる。iSuppliのシニアアナリストであるアンドリュー・ラスウェイラーは、HP TouchPadの投売りが大手メーカーによる低コストのタブレットの商業化を推し進めることに、ハイエンドのタブレットの失敗がパーツのコストを下げることに、それぞれ繋がり、Kindle FireやNexus 7のような低コストのタブレットが誕生するきっかけになった、と分析している。しかし、両方のタブレットとも、コンテンツサービスからの収益を期待して、薄いマージンで売っているとも指摘している。